# Stazione di Clapham High Street
La stazione di Clapham High Street è una stazione ferroviaria posta sulla South London Line, nel quartiere di Clapham nel borgo londinese di Lambeth.

## Storia

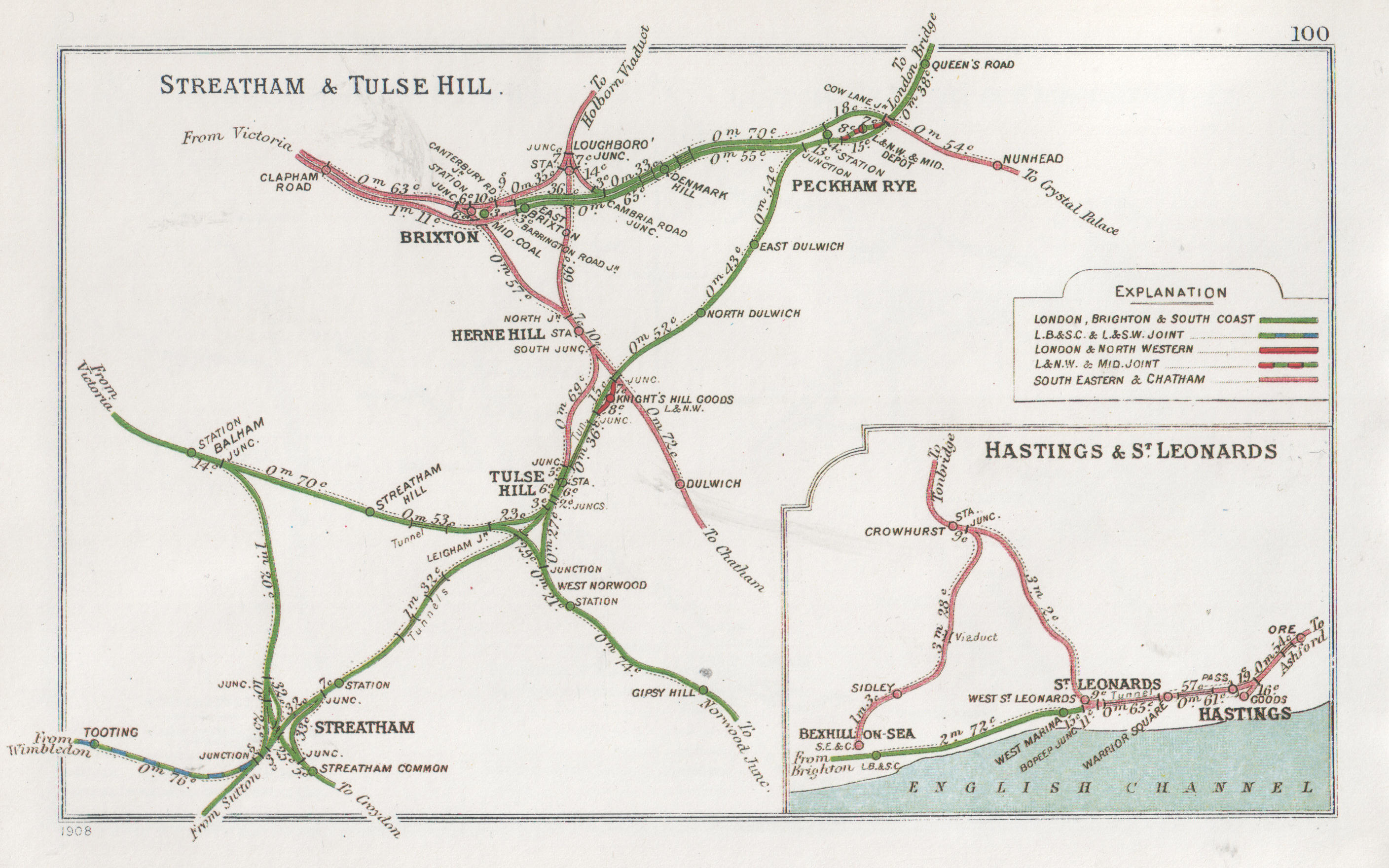
Una mappa della Railway Clearing House, risalente al 1908, delle linee ferroviarie attorno a Clapham High Street.

La stazione è stata aperta il 25 agosto 1862 dalla London, Chatham and Dover Railway (LCDR) con il nome di Clapham, divenuto Clapham & North Stockwell dal maggio del 1863.
La London, Brighton and South Coast Railway (LBSCR) ha ricevuto l'autorizzazione per la costruzione di una linea parallela a quella esistente con un atto parlamentare del 1863; contemporaneamente, la linea originale della LCDR è stata estesa verso est tra Wandsworth Road e Brixton e oltre.
Fino alla riforma del 1923, tutte le linee che attraversavano la stazione erano di proprietà della LCDR, con le due banchine più recenti date in locazione alla LBSCR per uso esclusivo.

Le banchine della linea più antica (della LCDR) sono state chiuse il 3 aprile 1916 e successivamente demolite; il fabbricato viaggiatori che si affacciava sulla banchina in direzione est è stato distrutto da una bomba nel 1944.
Il 1º dicembre 1909, la linea tra Victoria e London Bridge è stata elettrificata a 6000 V a corrente alternata con un'alimentazione aerea; è stata ri-elettrificata nel 1928 utilizzando la terza rotaia a 600 V e le catenarie sono state smantellate.
Nel 1937 la stazione è stata rinominata nuovamente Clapham, prima di ricevere l'attuale nome, datole per evitare confusione con la stazione di Clapham Junction.
Nel 2012, Southern ha ristrutturato la banchina del binario in direzione est, costruendo una nuova recinzione e ripavimentandola. Alla fine dello stesso anno, London Overground ha installato nuove pensiline e ha sostituito tutta la segnaletica della stazione.

## Movimento
L'impianto è servito dai treni della linea Windrush della London Overground.

Fino al dicembre 2012, l'impianto era servito con cadenzamento semiorario da un servizio che effettuava la tratta tra Londra Victoria e London Bridge e viceversa.
Dal 9 dicembre 2012, giorno dell'estensione della linea East London fino a Clapham Junction, Southeastern ha iniziato a operare un servizio limitato tra Londra Victoria e Ashford International.

## Interscambi
La stazione consente l'interscambio con la fermata di Clapham North della linea Northern della metropolitana di Londra. La distanza tra le due stazioni è di 230 metri.
Nelle vicinanze della stazione effettuano fermata alcune linee urbane automobilistiche, gestite da London Buses.
- Fermata metropolitana (Clapham North, linea Northern)
- Fermata autobus